# Montante

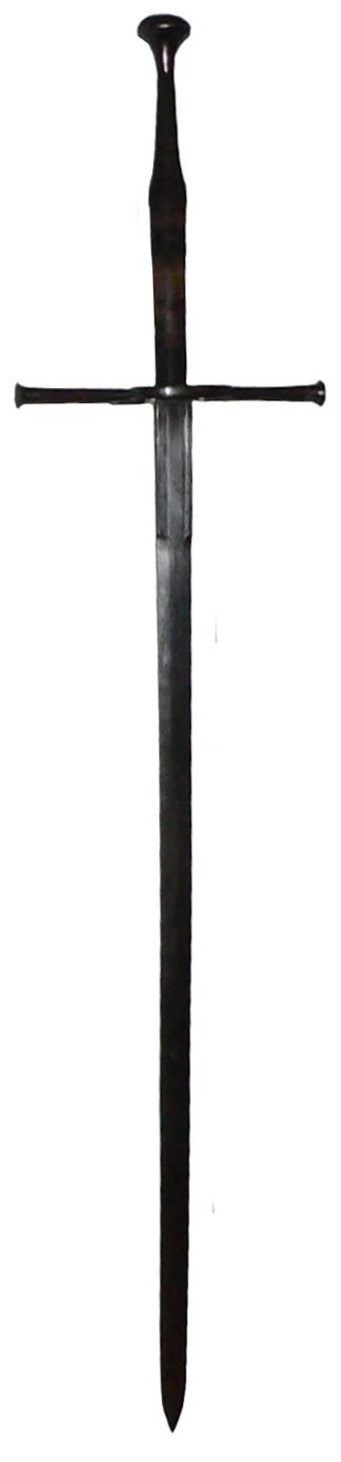
Montante suíça do século XV ou XVI.

Montante (também chamada de espada longa) é um tipo de espada europeia caracterizada por ter punho cruciforme com empunhadura para uso principalmente com as duas mãos (cerca de 15 a 30 cm), lâmina reta de dois gumes com cerca de 80 a 110 cm e pesando aproximadamente um a 1,5 kgs. É feita primordialmente para o uso com as duas mãos, impedindo o uso de um escudo. Foi usado entre os séculos XIV e XVI, sendo mais recorrente entre a Baixa Idade Média e o Renascimento (aproximadamente, de 1350 a 1550).
Embora usado como arma principalmente no medievo, o montante tem suas origens na Idade do Bronze, quando era raramente usado para diversos trabalhos domésticos e não em batalhas, em razão do seu peso excessivo. Um primeiro registro do montante aparece na Epopeia de Gilgamesh, antigo poema épico sumério escrito há cerca de 4 500 anos.
O montante foi provavelmente a maior e mais pesada espada já utilizada por guerreiros em batalhas. Possui um cabo longo em forma de cruz de aproximadamente 30 a 45 centímetros. Sua lâmina com dois gumes chegava a medir de 1,1 m a 1,5 m de comprimento, e seu peso médio era de 1,5 kg, variando entre 1,2 kg e 1,8 kg nas suas versões mais leves e, nas mais pesadas, chegando a pouco mais de 2,5 kg. Para contrabalançar o peso da lâmina, o montante dispõe de um pomo maciço no fim do cabo.
Era utilizado durante a Idade Média por guerreiros e cavaleiros distintos, capazes de aguentar seu peso. Era bastante eficiente como forma de romper as formações dos regimentos de piqueiros, permitindo a passagem da carga de cavalaria por dentro das fileiras inimigas. Também era usado golpear cavaleiros montados ou abatê-los junto com a própria montaria devido a seu alcance.
Para carregar a arma fora de combate, em razão do seu tamanho, os montantes precisavam ser apoiados num ombro e segurados pela mão, conforme mostram diversas gravuras e quadros da época, diferentemente do que se vê em cenas de filmes de época, nas quais os montantes são carregados às costas. Numa situação de combate, desembainhar com rapidez uma pesada espada já não é uma operação fácil; e se essa espada estiver presa às costas do combatente, a operação pode tornar-se virtualmente impossível.
Também chamada de Zweihänder (Alemão), Greatsword (Inglês) ou ainda Claymore (embora montantes de regiões diferentes tivessem diferenças estéticas e às vezes pequenas variações de tamanho, formato e peso).